# والي فيستر
والي فيستر (بالإنجليزية: Wally Pfister)‏ هو مصور سينمائي ومخرج أفلام أمريكي، معروف بعمله مع المخرج كريستوفر نولان، وقد فاز بجائزة الأوسكار لأفضل تصوير سينمائي لفيلم استهلال، وقد عمل أيضاً على أفلام مثل كرة المال والمهمة الإيطالية.

## روابط خارجية
- والي فيستر على موقع IMDb (الإنجليزية)
- والي فيستر على موقع قاعدة بيانات الأفلام العربية
- والي فيستر على موقع ألو سيني (الفرنسية)
- والي فيستر على موقع أول موفي (الإنجليزية)
- والي فيستر على موقع بوكس أوفيس موجو (الإنجليزية)
- والي فيستر على موقع قاعدة بيانات الأفلام السويدية (السويدية)
- والي فيستر على موقع قاعدة بيانات الفيلم (الإنجليزية)
- والي فيستر على موقع كينوبويسك (الروسية)